# Тревизани, Анджело
Анджело Тревизани, также Анджело Барбьери (итал. Angelo Trevisani, Angelo Barbieri; 1669, Венеция — между 1753 и 1755) — итальянский живописец и гравёр академического направления венецианской школы периода барокко. Младший брат живописца Франческо Тревизани.

Аллегория подчинения королевы Кристины католической церкви и папе Александру VII. Холст, масло. Национальный музей изобразительных искусств, Стокгольм

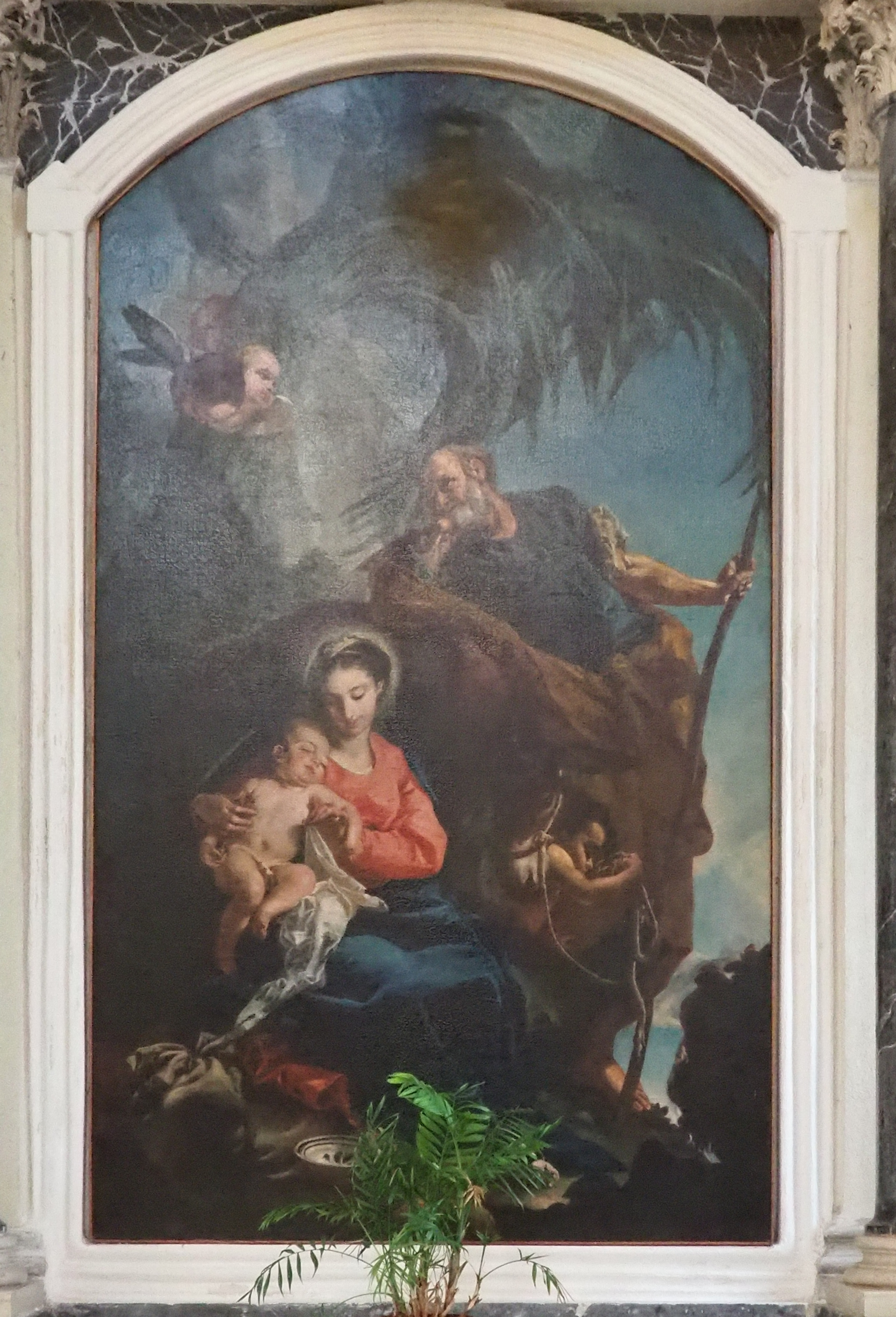
Алтарь Рождества. Церковь Сан-Беллино Епископа и Мученика. Беллино, Венето

## Биография
Анджело, сын архитектора Антонио Тревизани, родился в Венеции, хотя необходимые документальные подтверждения отсутствуют. Первые известия о нём относятся к 1687 году, когда «Анзолетто Барбьер по фамилии Анджело Тревизан» зарегистрирован в «братстве» (fraglia) венецианских живописцев. Его настоящее имя, вероятно, Барбьери (оно может быть и прозванием по семейной профессии: barbiere — парикмахер). Прозвание Тревизани художник мог получить по месту рождения или пребывания — городу Тревизо (область Венето).
Его старший брат, живописец Франческо Тревизани работал в основном в Риме под покровительством кардинала Пьетро Оттобони, поэтому получил прозвание «Римлянин» (Romano), или «Тревизани Римский».
Анджело Тревизани был учеником Андреа Челести и, вероятно, Антонио Балестры. Анджело работал в разных жанрах: писал фрески, портреты, автопортреты, картины на исторические сюжеты и алтарные образы в барочно-рокайльном стиле под влиянием искусства Дж. Б. Пьяццетты и Дж. Б. Питтони.
Среди его учеников был Бартоломео Надзари.